# Mange l'Ours Mange
 (novembre 2010).
Si vous disposez d'ouvrages ou d'articles de référence ou si vous connaissez des sites web de qualité traitant du thème abordé ici, merci de compléter l'article en donnant les références utiles à sa vérifiabilité et en les liant à la section « Notes et références ».
Mange l'Ours Mange (MOM) est un groupe de rock québécois fondé en 1989 par François Bruneau et Franck Lizotte.

## Description
D'abord catalogué comme groupe pop lors de la sortie du premier album, MOM est vite retourné à ses principales influences en sortant un deuxième album hard rock et un troisième heavy-industriel.
Le groupe s'est surtout fait connaître avec son deuxième album, Crâneur, bénéficiant d'une constante rotation de ses vidéoclips sur la chaîne spécialisée Musique Plus. Il fut probablement le premier groupe à se faire tatouer en direct à la télévision au Québec.

## Historique

### Les débuts
François Bruneau et Franck Lizotte ont formé le groupe au début de 1989 alors qu'ils étaient colocataires. François était guitariste-claviériste dans le circuit des bars avec le groupe The Tribes tandis que Franck travaillait comme graphiste pour différentes boîtes.
L'élément déclencheur fut l'achat commun d'un enregistreur cassette 4-pistes qui donna naissance au matériel qui allait se retrouver sur le premier album. Les chansons M'excite, L'impasse et À nous deux furent écrites rapidement, Bruneau s'occupant des musiques et Lizotte des textes et mélodies. Immédiatement emballés par les résultats de leur collaboration, ils se mirent à la recherche d'un nom et d'une façon de sortir un disque. Leur ami de longue date et batteur de The Tribes, Stéphane Mayrand fut invité à joindre le groupe.
L'idée d'appeler le groupe Mange l'Ours Mange fut lancée au hasard après que Bruneau ait suggéré Mange l'Ours et Lizotte, L'Ours Mange.

### Baiser Colossal
Claude Paré, alors, qui loue le système de son à The Tribes proposa d'enregistrer le premier album après avoir entendu le démo 4-pistes. Il était alors propriétaire des disques Bluff et titulaire d'un contrat de distribution chez Trans-Canada. Ces derniers se montrèrent intéressés par le groupe pour faire contre-poids au trio pop les B.B., qui connaissait du succès chez Sélect, les compétiteurs.
L'album fut enregistré à petit budget chez Claude Paré et fut nommé Baiser Colossal. Lizotte emprunta 5 000 $ à sa mère pour produire le premier vidéoclip : M'excite, qui avait été la pièce choisie comme premier extrait. L'album sorti en mai 1990 accompagné d'un deuxième extrait, L'impasse.
Pour essayer d'obtenir plus d'appui de la part des radios, les membres du groupe entreprennent de recommencer l'album avec un plus gros budget au Studio Tempo. C'est lors d'une de ces sessions qu'ils rencontrent Jean Lemieux, qui deviendra leur nouveau gérant et qui les convaincra d'abandonner le projet de ré-enregistrer l'album pour plutôt se concentrer sur du nouveau matériel. Un 3e extrait sortira pour assurer l'intérim, Loco Loco.

### Crâneur
Fort de leur nouveau gérant et de leur nouvelle compagnie de disque (formée par Lemieux et son associé Daniel Boivin), les membres du groupe sont encouragés à faire un album plus rock, comme ils l'ont toujours souhaité. Bruneau débute la composition du futur disque avec Poupée Vaudou et Armée de Minois, laissant libre cours à ses influences (Kiss, Killing Joke, Pixies, Nirvana). Leur ami et artificier, Éric Auger, meurt d'un cancer durant le processus et deux nouvelles compositions lui sont dédiées, L'artificier et crâneur qui deviendra le titre du disque.
MOM enregistre au studio Victor et confie la réalisation à Daniel Boivin. L'extrait Poupée Vaudou accompagné de son vidéoclip sort en novembre 1992 et Crâneur sera finalement lancé le 25 janvier 1993. Trois autres extraits suivront, Dans le noir, Dame de pique et Armée de minois.

### Psychorama 2080
Frustrés d'être trop hard au Québec et pas assez en France, le groupe décide de faire un album sans se soucier des considérations commerciales de la radio. Le projet s'articule autour d'un scénario de bande-dessinée, laquelle est supposé sortir en même temps que l'album. Les membres sont dans la mouvance heavy-industriel et décide d'y aller ainsi. Stéphane Mayrand a quitté le groupe et c'est comme duo que l'enregistrement débute. Section rythmique programmée, guitares décapantes sur fond d'échantillonnage, voix stridentes et affirmées, textes obscurs, pièces volontairement trop longues, MOM s'amuse à fond dans la production de Psychorama.
Mixé en deux nuits au studio Tam Tam de Sorel par Daniel Boivin, l'album sort au printemps 1997. Un seul extrait sera lancé, Supernova.

### Loin de l'œil
Après une pause de 13 ans, Bruneau et Lizotte se remettent au travail et entament la composition et l'écriture du 4e album, Loin de l'Œil. Sans direction préétablie et contraintes reliées au formatage radio et autres obligations contractuelles, les pièces prennent forme en toute liberté de création et dénotent plusieurs influences fondamentales du groupe, surtout dans l'univers indie et alterno-rock, quoique le son Mange l'Ours Mange reste présent et toujours facilement identifiable. La musique et les textes nous permettent de constater une évolution dans la maturité  artistique du duo.
Un extrait vidéo, Terrifié, terrifier!, sort en septembre 2013.
Le disque a été enregistré au studio de François Bruneau et mixé en France par leur complice de longue date, Daniel Boivin. Daniel Volj, qui était aussi présent à l'époque de Crâneur et Maxime Lalanne (batteur de Marie Mai) constitue la nouvelle formation pour les spectacles.